# Lodín
Lodín ist eine Gemeinde auf 254 m n.m. mit 416 Einwohnern im Okres Hradec Králové in Tschechien, sie ist Teil der Mikroregion Nechanicko.
Lodín liegt 17 Kilometer von der Kreisstadt entfernt.
Erstmals erwähnt wurde der Ort 1073, der Ortsteil Janatov 1720. Das Dorf gehörte lange Zeit den Herren von Harrach und den Hrabischitz.

## Ortsteile

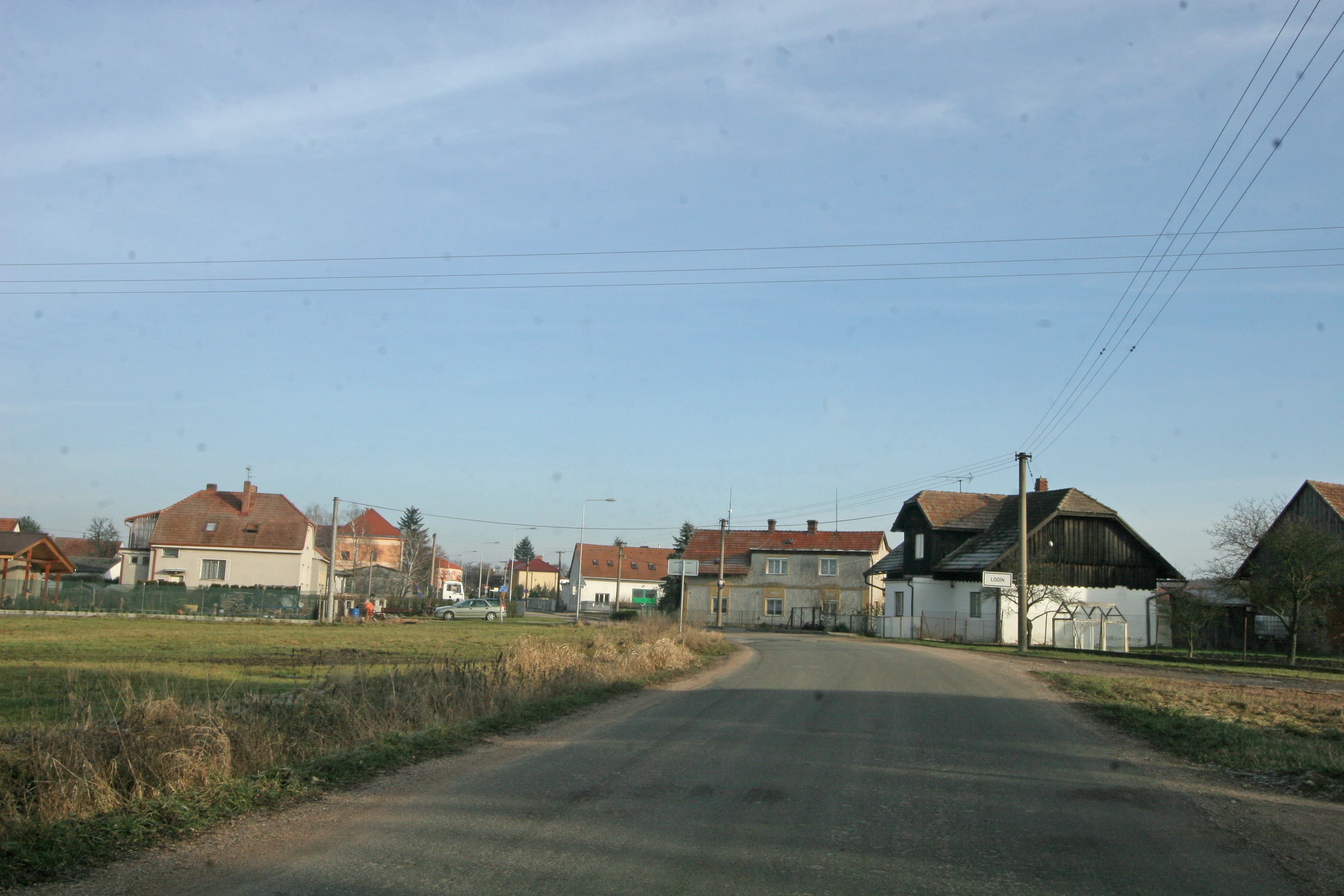
Lodín, von Janatova kommend

- Janatov (Janatau)